# Peromyscus pseudocrinitus
Peromyscus pseudocrinitus är en däggdjursart som beskrevs av William Henry Burt 1932. Peromyscus pseudocrinitus ingår i släktet hjortråttor och familjen hamsterartade gnagare. Inga underarter finns listade i Catalogue of Life.
Vuxna exemplar är utan svans cirka 84 mm långa, svanslängden är ungefär 110 mm och viktuppgifter saknas. I genomsnitt är bakfötterna 21 mm långa och öronen 16 mm stora. Den svartvioletta pälsen på ovansidan har kanelfärgade nyanser och det finns en tydlig gräns mot den vita undersidan. På svansen finns bara glest fördelade hår och den är mörk på ovansidan samt ljus på undersidan. Avvikande detaljer av kraniet, tänderna och penisbenet skiljer arten från andra släktmedlemmar.
Denna gnagare lever endemisk på en liten mexikansk ö i Californiaviken nära halvön Baja California. Landskapet på ön kännetecknas av branta klippor samt av några sanddyner. Dessutom finns lavafält. Ön är täckt av glest fördelade buskar. Arten är antagligen nattaktiv och den har troligtvis frön, gröna växtdelar samt insekter som föda.
Beståndet hotas av introducerade huskatter. Öns yta är ungefär 11 km². IUCN kategoriserar arten globalt som akut hotad.